# Władysław Piotrowski (historyk)
Władysław Piotrowski (ur. 25 października 1931 na Mazowszu) – docent doktor  habilitowany, historyk literatury rosyjskiej XX wieku, metodyk nauczania literatury i języka rosyjskiego. Twórca Zakładu Metodyki Nauczania Języka Rosyjskiego w Instytucie Filologii Rosyjskiej Uniwersytetu Jagiellońskiego, tamże współtwórca Zakładu Literatury Rosyjskiej XX wieku. W latach 1979–81 dyrektor Instytutu Filologii Rosyjskiej UJ. Członek Komisji Słowianoznawstwa krakowskiego Oddziału PAN.  

## Życiorys naukowy
Ukończył studia slawistyczno-rusycystyczne w Państwowym Uniwersytecie w Rostowie nad Donem (ZSRR), gdzie obronił pracę dyplomową na temat Adam Mickiewicz w literaturze ukraińskiej (ros. Адам Мицкевич в украинской литературе). W 1955 otrzymał etat w Katedrze Filologii Rosyjskiej UJ, gdzie pracował aż do emerytury. W roku 1965 obronił rozprawę doktorską z komparatystyki polsko-rosyjskiej, poświęconą recepcji twórczości Siergieja Jesienina w Polsce międzywojennej (promotor prof. Wiktor Jakubowski); habilitację na podstawie dysertacji o imażynizmie uzyskał na UJ w 1977. Mieszka w Krakowie.
Na Uniwersytecie Jagiellońskim pełnił funkcje wicedyrektora (1977–1979) i dyrektora (1979–1981) Instytutu Filologii Rosyjskiej. Stworzył i przez 10 lat kierował pierwszym w rusycystyce uniwersyteckiej Zakładem Metodyki Nauczania Języka Rosyjskiego. Wespół z Jadwigą Szymak-Reiferową w 1991 zorganizował Zakład Literatury Rosyjskiej XX w. (obecnie Katedra Literatury Rosyjskiej XX i XXI w.), którego był pierwszym kierownikiem. Wykształcił pięcioro doktorów (trzy doktoraty  literaturoznawcze i dwa z metodyki nauczania języka rosyjskiego).
Główne obszary jego zainteresowań naukowych to literatura rosyjska I połowy XX wieku, szczególnie twórczość Siergieja Jesienina, Władimira Majakowskiego, Nikołaja Klujewa, ugrupowanie imażynistów oraz problemy metodyki nauczania języka rosyjskiego oraz literatury na studiach rusycystycznych. 

## Wybrane publikacje
Historia literatury rosyjskiej
- Sergiusz Jesienin w polskiej literaturze międzywojennej, Wrocław–Warszawa–Kraków: Zakład Narodowy im. Ossolińskich, 1967.
- Imażynizm rosyjski, Kraków: Uniwersytet Jagielloński, 1977.
- Adam Mickiewicz a Łesia Ukrainka, „Przegląd Słowiański” 1956, t. VI.
- Sposoby konstruowania podmiotu lirycznego w poezji radzieckiej (W. Majakowski i S. Jesienin), [w:] Postać w literaturze rosyjskiej XX wieku (analizy i przekroje), pod red. Stanisława Poręby, Katowice 1983.
- Jesienin a Klujew. Specyficzny aspekt literaturoznawczej recepcji ostatniego dwudziestopięciolecia, [w:] Współczesna literatura radziecka. Z perspektywy trzydziestolecia (1956–1986), pod red. Gabrieli Porębiny, Katowice 1988.
- Próby reinterpretacji oficjalnego modelu rosyjskiego procesu historycznoliterackiego XX wieku, [w:] Literatura rosyjska. nowe zjawiska. Reinterpretacje, pod red. Barbary Stempczyńskiej, Katowice 1995.
- Поэма Николая Клюева „Погорельщина” и ее польский перевод, [w:] Pisarze nowi, zapomniani i odkrywani na nowo, pod red. Piotra Fasta i Anny Skotnickiej-Maj, Katowice 1996.
- Николай Клюев как драматург, режиссер и актер, [w:] Dramat rosyjski. Klasyka i współczesność, pod red. Haliny Mazurek, Katowice 2000.

Metodyka
- Koncepcja lektoratu języka obcego w szkole wyższej, „Życie Szkoły Wyższej” 1980, nr 78.
- Praktyczna nauka języka rosyjskiego jako przedmiot integrujący dyscypliny kierunkowe na studiach rusycystycznych, [w:] Problemy dydaktyki studiów rusycystycznych, pod red. Janusza Henzla, Kraków: Wydawnictwo WSP, 1984.
- Некоторые методологические проблемы дидактики иностранной литературы, [w:] К проблемам истории русской литературы ХХ века, Сборник статей под ред. Ядвиги Шимак-Рейфер, Краков: Oficyna Cracovia, 1992.